# Kalifa Cissé
Kalifa Cissé (Dreux, 1º settembre 1984) è un ex calciatore maliano, di ruolo difensore.

## Biografia
Suo fratello minore Salif è stato a sua volta un calciatore professionista.

## Carriera

### Nazionale
Ha partecipato ai Mondiali Under-20 del 2003.
Tra il 2008 ed il 2011 ha giocato complessivamente 5 partite con la nazionale maggiore maliana.